# Frands Faber
Eli Frands Johannes Faber (22 aprile 1897 – 23 giugno 1933) è stato un hockeista su prato danese.

## Palmarès

### Olimpiadi
- 1 medaglia:
  - 1 argento (Anversa 1920)